# Kloster Gotteszell (Schwäbisch Gmünd)

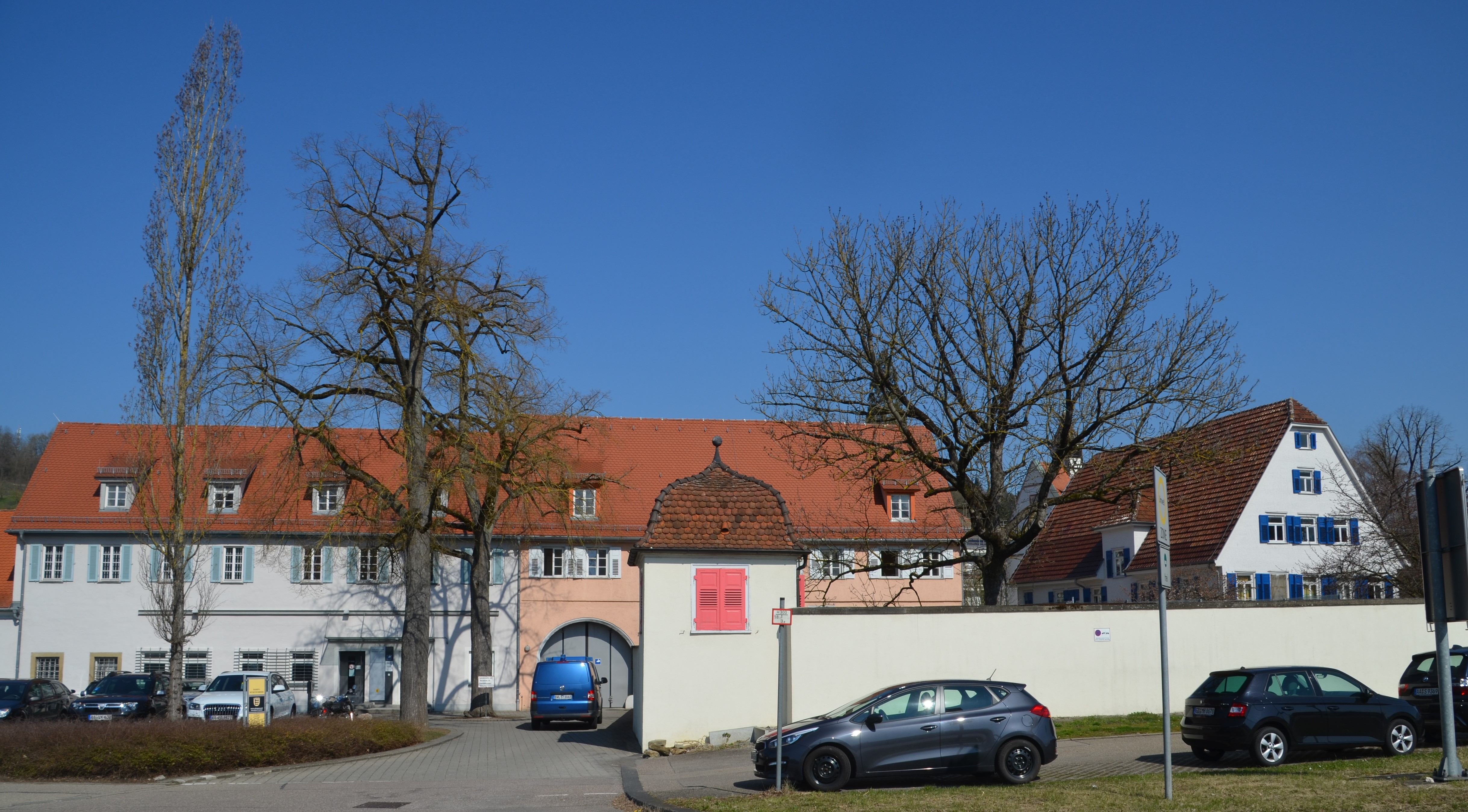
Eingangsbereich auf der Südseite

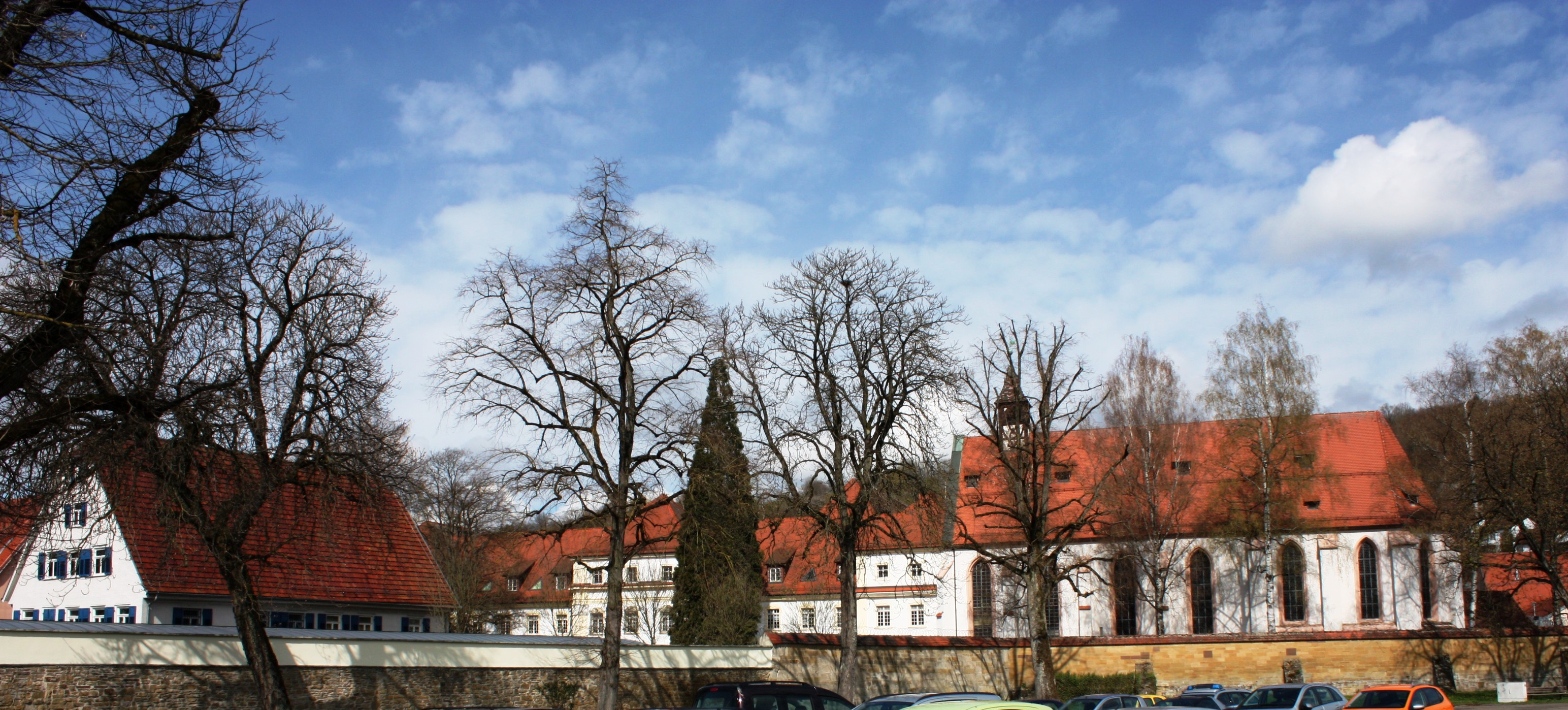
Ansicht vom Schießtalplatz

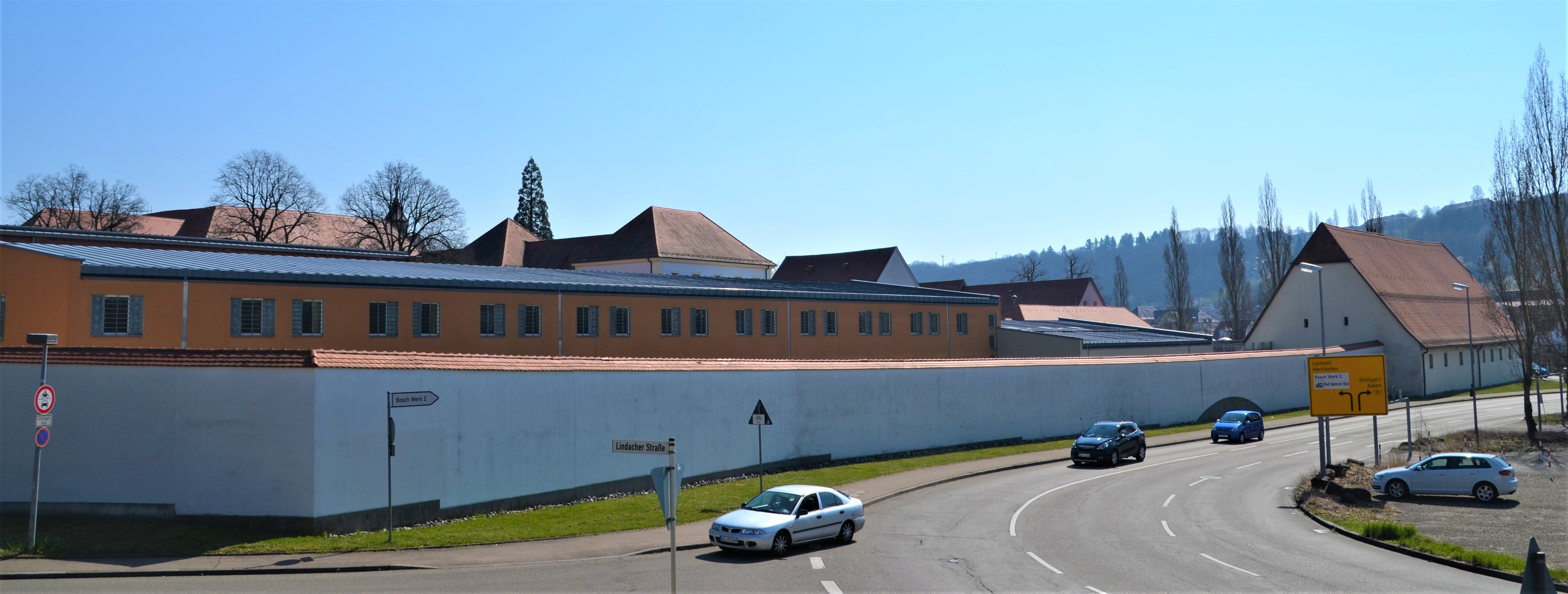
Gotteszell von Nordwest

Das Dominikanerinnenkloster Gotteszell lag außerhalb der Stadtmauern der Reichsstadt Schwäbisch Gmünd. Es wird heute unter der Bezeichnung Justizvollzugsanstalt Schwäbisch Gmünd als Strafvollzugsanstalt für Frauen genutzt.

## Geschichte
Das zum Bistum Augsburg gehörige Kloster der Dominikanerinnen wurde der Tradition nach im Jahr 1240 gegründet, der erste urkundliche Nachweis stammt von 1246 und sprach schon von einer festen, klösterlichen Gemeinschaft. 1259 wird die Klosterkirche erstmals erwähnt, auch die Steinmetzzeichen am Chor lassen sich auf Mitte des 13. Jahrhunderts datieren. Sie unterstand bis 1289 den Dominikanern in Esslingen, ab diesem Zeitpunkt übernahm dann das neu gegründete Gmünder Dominikanerkloster die geistliche Aufsicht. Das Kloster Gotteszell war im Gegensatz zu den Seelschwestern von St. Ludwig im Gmünder Klösterle, zum Zweck der Versorgung der ledigen Frauen des Stadtpatriziats und des Adels der umliegenden Orte gegründet worden, so soll auch das Leben im Kloster Gotteszell dem adligen Stil entsprochen haben.
Die Schirmherrschaft über das Kloster lag bei der Reichsstadt Schwäbisch Gmünd, wobei das Kloster schon 1309 von Abgaben und Steuern durch König Heinrich VII. befreit worden war. 1659 kam es dann zum Prozess, bei dem das Kloster den Gmündern vorwarf, ihren Pflichten nicht nach zu kommen. 1449 wurde das Kloster im Städtekrieg so schwer beschädigt, dass das Kloster in den folgenden Jahren zu Notverkäufen gezwungen war. 1525 wurde das Kloster von Bauern überfallen und zum Teil niedergebrannt, 1546 durch hessische Soldaten, sodass es zu umfangreichen Ausbesserungsarbeiten und Neubauten kam. 1609 kam es abermals zu einem Brand, der zwar als "erschröckliche Brunst" beschrieben wurde, dessen Ausmaße aber sich in Grenzen gehalten haben mussten, denn schon 1610 waren die Beschädigungen wieder behoben. Im 18. Jahrhundert wurde das Kloster um einen schlossähnlichen Repräsentationsflügel im Westen erweitert.
1803 wurde im Zuge der Säkularisation das Kloster aufgehoben. Der Kirchenschatz wurde nach Ludwigsburg gebracht, die Altäre verkauft. Der Konvent durfte noch fünf Jahre bis 1808 in den Klausurgebäuden leben, während die restlichen Gebäude wie Viehställe, Mühle oder Fruchtscheuer anderweitig verpachtet oder umgenutzt wurden.

## Ulmer Schwesternbuch
Wahrscheinlich in Gotteszell entstand ein Schwesternbuch mit Aufzeichnungen über Gnadenerfahrungen der Nonnen, das dann irreführend als so genanntes Ulmer Schwesternbuch überliefert wurde.

## Klosterkirche
Die gotische, barockisierte vormalige Klosterkirche Mariä Verkündigung dient als Kirche der Justizvollzugsanstalt.